# Óliver Laxe
Pour les articles homonymes, voir Laxe (homonymie).
Óliver Laxe (prononciation en galicien : [lˈaʃe]), est un réalisateur et producteur franco-espagnol, né à Paris le 11 avril 1982.

## Biographie
Óliver Laxe Coro naît en 1982 à Paris et y a grandi;  ses parents, émigrés républicains espagnols originaires de la Galice, — qu'il a retrouvé à l'adolescence — et travaillant comme gardiens d'immeuble dans le XVIe arrondissement, s'y étaient « rencontrés lors d’un bal pour migrants au Bataclan », Par la suite, il est parti faire des études cinématographiques en Espagne, à l'université Pompeu Fabra de Barcelone, et en 2006, s'est installé au Maroc, à Tanger.
Dans les années 2010, il a notamment eu à son actif deux longs métrages — le documentaire Vous êtes tous des capitaines et la fiction Mimosas : La Voie de l'Atlas) — tournés au Maroc, et récompensés dans le cadre du Festival de Cannes, et a cofondé la maison de production espagnole Zeitun Films, à laquelle revient le financement du premier et qui a participé à celui du second. Par ailleurs, il a joué dans The Sky Trembles and the Earth Is Afraid and the Two Eyes Are Not Brothers de  Ben Rivers.

## Filmographie
Sauf indication contraire, les informations mentionnées dans cette section peuvent être confirmées par les bases de données cinématographiques  présentes dans la section « Liens externes ».

### Réalisateur et scénariste
- 2010 : Vous êtes tous des capitaines (Todos vós sodes capitáns[9])
- 2016 : Mimosas, la voie de l'Atlas (Las Mimosas[12])
- 2019 : Viendra le feu (O que arde)
- 2025 : Sirat

### Acteur
- 2015 : The Sky Trembles and the Earth Is Afraid and the Two Eyes Are Not Brothers de  Ben Rivers[11].

## Distinctions
Sauf indication contraire, les informations mentionnées dans cette section peuvent être confirmées par les bases de données cinématographiques  présentes dans la section « Liens externes ».
- Festival de Cannes 2010 : prix FIPRESCI de la Quinzaine des réalisateurs pour Vous êtes tous des capitaines[7].
- Festival de Cannes 2016 : grand prix Nespresso de la Semaine de la critique pour Mimosas : La Voie de l'Atlas[7].
- Festival de Cannes 2019 : prix du jury Un certain regard pour Viendra le feu[13].
- Festival international du film de Thessalonique 2019 : Alexandre d'or du meilleur film pour Viendra le feu[14]
- Festival international du film de Mar del Plata 2019 : Astor d'or du meilleur film et Astor du meilleur scénario pour Viendra le feu[15]
- Festival de Cannes 2025 : Prix du jury pour Sirât